# Weiner (Arkansas)
Weiner é uma cidade localizada no Estado americano de Arkansas, no Condado de Poinsett.

## Demografia
Segundo o censo americano de 2000, a sua população era de 760 habitantes.
Em 2006, foi estimada uma população de 744, um decréscimo de 16 (-2.1%).

## Geografia
De acordo com o United States Census Bureau, a localidade tem uma área de 3,6 km², sem área coberta por água. Weiner localiza-se a aproximadamente 75 m acima do nível do mar.

## Localidades na vizinhança
O diagrama seguinte representa as localidades num raio de 24 km ao redor de Weiner.